# Jiří Hájek

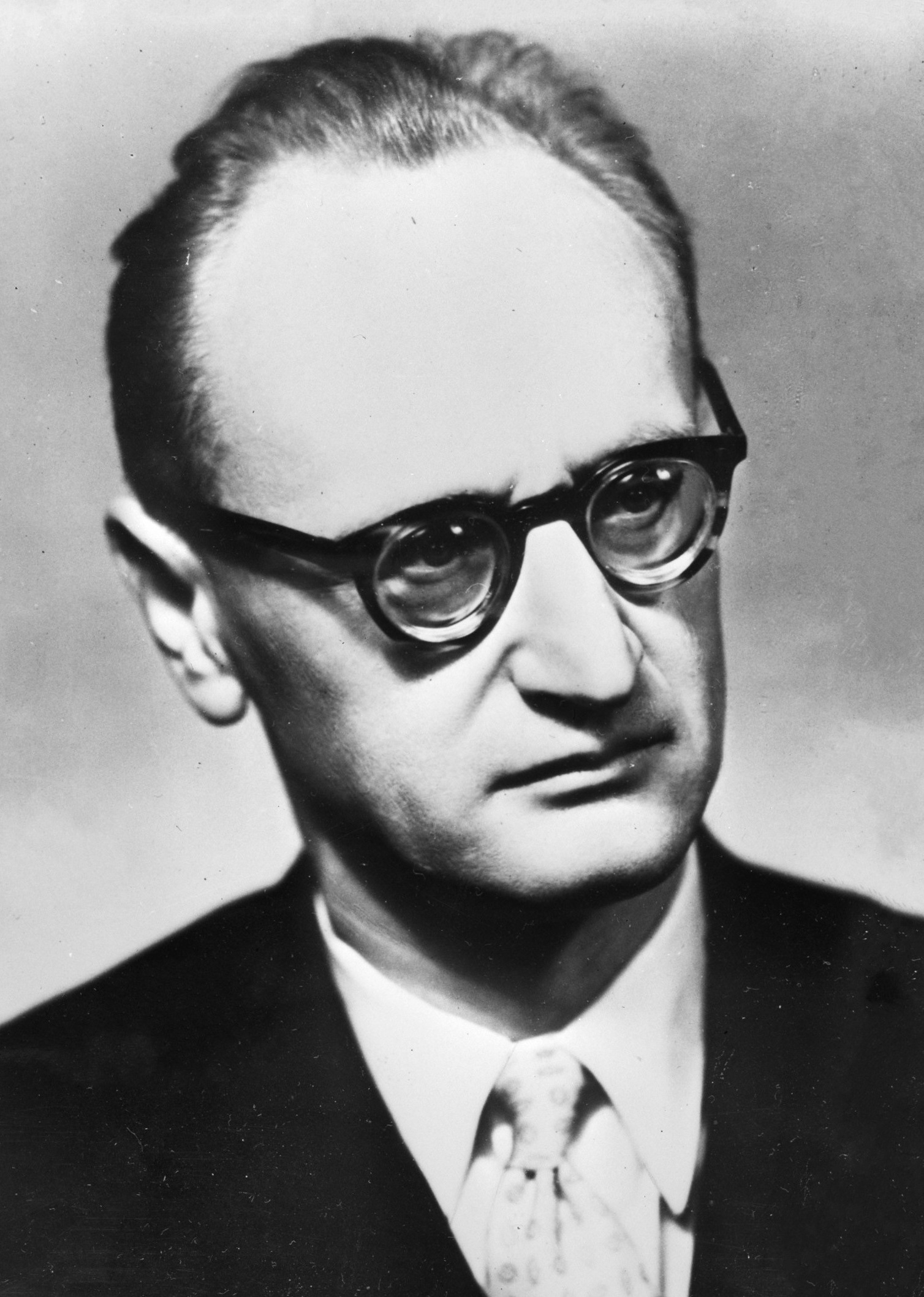
Jiří Hájek (1977)

Jiří Hájek (* 6. Juni 1913 in Krhanice bei Benešov, Österreich-Ungarn; † 22. Oktober 1993 in Prag) war ein tschechoslowakischer Politiker der Kommunistischen Partei (KPČ), späterer Dissident und Sprecher der Charta 77.

## Biografie
Hájek trat bereits als junger Mann dem Jugendverband der Sozialdemokratischen Partei (ČSSD) bei und war zugleich auch Organisator einer antifaschistischen Gruppe. Diese Aktivitäten führten dazu, dass er 1939 verhaftet wurde und sich während des Zweiten Weltkriegs in deutschen Internierungslagern befand.
Nach dem Zweiten Weltkrieg wurde er 1945 als Kandidat für die ČSSD zum Abgeordneten der Nationalversammlung gewählt. Nach dem Zusammenschluss der ČSSD mit der KPČ 1948 blieb er bis 1958 Abgeordneter der Nationalversammlung.
Nach einer Tätigkeit als Dozent an der Hochschule für Politik und Wirtschaftswissenschaften wurde er 1953 zum Professor für Internationale Beziehungen an die Karls-Universität berufen. Anschließend war er zwischen 1955 und 1958 zunächst Botschafter in Großbritannien, ehe er danach bis 1962 stellvertretender Außenminister war. Von 1962 bis 1965 war er Ständiger Vertreter der ČSSR bei den Vereinten Nationen (UN) in New York. 1963 nahm er an der Kafka-Konferenz Schloss Liblice teil. Von 1965 bis April 1968 war er Erziehungsminister in der Regierung von Ministerpräsident Jozef Lenárt.
1968 gehörte er zu den Unterstützern des vom neuen Generalsekretär der KPČ, Alexander Dubček, eingeleiteten Reformkurses des Prager Frühlings. Unter Lenárts Nachfolger als Ministerpräsident, Oldřich Černík, wurde er am 8. April 1968 zum Außenminister ernannt. Während des Einmarschs sowjetischer Armeeeinheiten in die Tschechoslowakei zur Zerschlagung des Prager Frühlings im August 1968 befand er sich im Urlaub in Jugoslawien. Während dieser Ereignisse reiste er in seiner Funktion als Außenminister zur UN nach New York und prangerte dort den Einmarsch der sowjetischen Truppen an, lehnte andererseits jedoch eine Einmischung Westeuropas ab. Nach seiner Rückkehr in die Tschechoslowakei am 19. September 1968 wurde er gezwungen, von seinem Amt als Außenminister zurückzutreten.
Im Rahmen einer politischen Säuberung innerhalb der KPČ wurde er 1970 aus der Partei ausgeschlossen. 1977 gehörte Hájek zu den ersten Unterzeichnern der Charta 77, einer im Januar 1977 veröffentlichte Petition gegen die Menschenrechtsverletzungen des kommunistischen Regimes in der Tschechoslowakei. Zugleich wurde er neben Václav Havel und Jan Patočka zu einem der führenden Sprecher der aus der Charta 77 entstandenen Oppositionsbewegung. 1988 gründete er schließlich das Tschechoslowakische Helsinki-Komitee, eine Gruppe zur Überwachung der Einhaltung der Menschenrechte in der ČSSR.

## Auszeichnungen
Für seine Verdienste um die Menschenrechte wurde Hájek mehrfach ausgezeichnet:
- Thorolf-Rafto-Gedenkpreis, Erster Preisträger 1987
- Ritter der französischen Ehrenlegion (Légion d’honneur), 1993.

## Veröffentlichungen
- Setkání a střety. Poznámky a úvahy o působení vnějších faktorů na politické postoje české novodobé společnosti. [Begegnungen und Konfrontationen. Anmerkungen und Überlegungen zur Wirung äußerer Faktoren auf die politischen Haltungen der tschechischen neuzeitlichen Gesellschaft]. Index Verlag. Köln  1983